# Josh Carter
Joshua Neville Carter, detto Josh (Dallas, 20 novembre 1986), è un ex cestista statunitense.

## Palmarès
- Supercoppa tedesca: 1

EWE Baskets Oldenburg: 2009
- Supercoppa italiana: 1 (revocato)

Mens Sana Siena: 2013